# Gocza Tkebuczawa
Gocza Tkebuczawa, gruz. გოჩა ტყებუჩავა, ros. Гоча Карлович Ткебучава, Gocza Karłowicz Tkiebuczawa (ur. 24 listopada 1963 w Tbilisi, Gruzińska SRR) – gruziński piłkarz, grający na pozycji obrońcy, a wcześniej napastnika lub pomocnika, trener piłkarski.

## Kariera piłkarska

### Kariera klubowa
Wychowanek Szkoły Piłkarskiej Junyj Dinamowiec w Tbilisi. W 1982 rozpoczął karierę piłkarską w Lokomotivi Tbilisi. W tymże roku został zaproszony do Dinamo Tbilisi, ale rozegrał jeden mecz w drużynie rezerw i odszedł do Dinama Moskwa. W 1984 przeniósł się do Gurii Lanczchuti. Sezon 1988 rozpoczął się w Dinamo Tbilisi, ale latem wrócił do Gurii. Od 1991 do 1992 roku grał ponownie w tbiliskim klubie, który nazywał się Iberia. Od 1992 do 1993 roku występował w fińskim zespole Ilves z Tampere. Potem po raz kolejny wrócił do Dinamo Tbilisi. Latem 1994 wyjechał do Izraela, gdzie bronił barw klubów Hapoel Aszdod, Hakoah Amidar Ramat Gan, Hapoel Aszkelon, Maccabi Herclijja i Beitar Tel Awiw. W 2000 zakończył karierę piłkarza.

### Kariera reprezentacyjna
W 1983 został powołany do młodzieżowej reprezentacji ZSRR na turniej finałowy Mistrzostw świata U-20 w Meksyku, ale nie rozegrał żadnego meczu. 26 czerwca 1994 debiutował w narodowej reprezentacji Gruzji w meczu towarzyskim z Łotwą, ale był to jego jedyny występ.

## Kariera trenerska
Po zakończeniu kariery piłkarza rozpoczął pracę szkoleniowca. W 2001 prowadził Dinamo Tbilisi. W lutym 2004 tymczasowo zajmował stanowisko selekcjonera narodowej reprezentacji Gruzji. Od 6 stycznia do 15 maja 2012 stał na czele klubu Baia Zugdidi. Od maja 2014 do marca 2015 trenował gruzińską reprezentację juniorów.

## Sukcesy i odznaczenia

### Sukcesy piłkarskie
Guria Lanczchuti
- mistrz Pierwoj ligi ZSRR: 1986
- wicemistrz Pierwoj ligi ZSRR: 1989
- wicemistrz Gruzji: 1990, 1991
- zdobywca Pucharu Gruzji: 1990

Dinamo Tbilisi
- mistrz Gruzji: 1993/94
- zdobywca Pucharu Gruzji: 1993/94

### Odznaczenia
- tytuł Mistrza Sportu ZSRR